# Grafoskop
Grafoskop je uređaj koji se koristio za prezentacije.  U upotrebi je bio osamdesetih i devedesetih godina dvadesetog veka.
Kućište, približnih dimenzija 30x30x30 cm je u sebi sadržavalo jaku halogenu lampu – najmanje 250 w ali često i preko 500 w. Zbog velike disipacije toplote obavezni deo uređaja je bio ventilator koji je forsirano hladio sijalicu. Sistem je čak bio napravljen da se kod startovanja prvo uključivao ventilator a tek potom palila lampa, dok bi kod isključenja ventilator nastavio da radi još izvesno vreme dok termostat ne bi pokazao da se lampa dovoljno ohladila.
Svetlo je dolazilo odozdo i prolazilo kroz stakleni poklopac kućišta potom bi se odbijalo od ogledala pod uglom i na kraju prolazilo kroz odgovarajuće sočivo te projektovalo na ekran. Slika se izoštravala podešavanjem visine sitema ogledalo-sočivo.
Na gornju površinu kućišta su se stavljale providne folije po kojima se moglo pisati flomasterom ili što je kasnije bio slučaj, na kućište su se stavljale, već unapred pripremljene folije sa slikama i tekstom.
Pojava i razvoj programa za prezentacije Powerpoint je usko vezana sa grafoskopom.
Folije koje su se stavljale na grafoskop su obično bile formata A4 dok se na nekoliko metara udaljenom ekranu dobijala uveličana slika dimenzija do 2 metra.
Pojavom projektora koji se direktno vezuju na računar potreba za, ipak glomaznim, grafoskopima je prestala. 